# Piotr Zemła
Piotr Mieczysław Zemła (ur. 7 października 1989) – polski adwokat, karnista.

## Życiorys
Absolwent Wydziału Prawa i Administracji Uniwersytetu Warszawskiego. W latach 2013–2020 doktorant w Instytucie Prawa Karnego WPiA UW. W 2017 wpisany na listę członków Okręgowej Rady Adwokackiej w Warszawie. Sędzia Wyższego Sądu Dyscyplinarnego, a w latach 2018–2023 przewodniczący Sekcji Prawa i Postępowania Karnego przy ORA w Warszawie.
W ramach praktyki adwokackiej specjalizuje się w sprawach karnych, karnych skarbowych i przestępczości gospodarczej, w tym sprawach dotyczących zorganizowanych grup przestępczych. Jest wspólnikiem w warszawskiej kancelarii adwokackiej Zemła Szymański Adwokaci sp. j.
Piotr Zemła był zaangażowany jako obrońca m.in. w sprawy reprezentowania sędziów Sądu Apelacyjnego w Warszawie przed Europejskim Trybunałem Praw Człowieka w Strasburgu oraz obrony tychże w postępowaniu dyscyplinarnym. Był też obrońcą w postępowaniu dyscyplinarnym Pierwszej Prezes Sądu Najwyższego Małgorzaty Gersdorf.
Powołana 19 grudnia 2023 przez Ministra Kultury i Dziedzictwa Narodowego Rada Nadzorcza Telewizji Polskiej S.A. wybrała go na swojego przewodniczącego. Wybór ten został zakwestionowany przez niektóre partie opozycyjne i organizacje zajmujące się ochroną praw człowieka. 9 stycznia 2024 sąd rejestrowy odmówił wpisania go do Krajowego Rejestru Sądowego wraz z pozostałymi nowo mianowanymi członkami rady nadzorczej.